# Municipio de Fenton (Iowa)
El municipio de Fenton (en inglés: Fenton Township) es un municipio ubicado en el condado de Kossuth en el estado estadounidense de Iowa. En el año 2010 tenía una población de 563 habitantes y una densidad poblacional de 6,11 personas por km².

## Geografía
El municipio de Fenton se encuentra ubicado en las coordenadas 43°12′43″N 94°23′1″O / 43.21194, -94.38361. Según la Oficina del Censo de los Estados Unidos, el municipio tiene una superficie total de 92.09 km², de la cual 92.09 km² corresponden a tierra firme y (0%) 0 km² es agua.

## Demografía
Según el censo de 2010, había 563 personas residiendo en el municipio de Fenton. La densidad de población era de 6,11 hab./km². De los 563 habitantes, el municipio de Fenton estaba compuesto por el 98.58% blancos, el 0.36% eran afroamericanos, el 0.18% eran amerindios, el 0.18% eran asiáticos, el 0.36% eran isleños del Pacífico, el 0.18% eran de otras razas y el 0.18% pertenecían a dos o más razas. Del total de la población el 1.78% eran hispanos o latinos de cualquier raza.